# Nous, on veut des violons
Chansons représentant la Belgique au Concours Eurovision de la chanson
Geef het op
(1991) Iemand als jij
(1993)
Singles de Morgane
Un amour aussi grand
(1991) C'est une chanson d'amour
(1992)
Nous, on veut des violons est une chanson écrite par Anne-Marie Gaspard, composée par Claude Barzotti et interprétée par la chanteuse Morgane, parue sur l'album Morgane et sortie en CD single ainsi qu'en 45 tours en 1992. 
C'est la chanson représentant la Belgique au Concours Eurovision de la chanson 1992.

## À l'Eurovision

### Sélection
La chanson Nous, on veut des violons interprétée par Morgane est sélectionnée le 8 mars 1992 par le radiodiffuseur wallon Radio-télévision belge de la Communauté française (RTBF), lors d'une finale nationale, pour représenter la Belgique au Concours Eurovision de la chanson 1992 le 9 mai à Malmö, en Suède.

### À Malmö
Elle est intégralement interprétée en français, l'une des langues nationales de la Belgique, comme l'impose la règle de 1977 à 1998. L'orchestre est dirigé par Frank Fiévez.
Nous, on veut des violons est la deuxième chanson interprétée lors de la soirée, suivant Todo esto es la música (en) de Serafín Zubiri pour l'Espagne et précédant Ze rak sport (en) (זה רק ספורט) de Dafna Dekel (en) pour Israël.
À la fin du vote, Nous, on veut des violons obtient 11 points et termine 20e sur 23 chansons,.

## Liste des titres
| A. | Nous, on veut des violons                         | Claude Barzotti, Anne-Marie Gaspard | 2:57 |
| B. | Nous, on veut des violons (version instrumentale) | Claude Barzotti, Anne-Marie Gaspard | 2:57 |

## Classements

### Classements hebdomadaires
| Classement (1992)                      | Meilleure position |
| -------------------------------------- | ------------------ |
| Belgique (Flandre Ultratop 50 Singles) | 26                 |

## Historique de sortie
| Pays      | Date | Format    | Label     |
| --------- | ---- | --------- | --------- |
| Belgique, | 1992 | 45 tours  | Car Music |
| Belgique, | 1992 | CD single | Dureco    |